# Falling in Love (Is Hard on the Knees)
"Falling in Love (Is Hard on the Knees)" é o quadragésimo quinto single da banda de hard rock estadunidense, Aerosmith. 
A canção foi escrita por Steven Tyler e Joe Perry, foi gravada, produzida e reescrita por Glen Ballard. Glen Ballard originalmente foi o produtor e colaborava no processo de criação das canções do álbum Nine Lives, mas foi substituído por Kevin Shirley, na metade do processo de gravação deste álbum.

## Visão geral
"Falling In Love" foi o segundo single do álbum Nine Lives de 1997. A canção foi número 1 nos Estados Unidos, apesar de que utilizaram muitos overdubs e outras técnicas para manter um som pop.
A inspiração para a canção veio de Steven Tyler ao recordar de um adesivo que ele viu no pára-brisas de um carro.

## Paradas
A canção foi um sucesso em todo mundo, alcançando a 35ª posição nos Estados Unidos na lista Billboard Hot 100, e chegando no #1 na Mainstream Rock Tracks onde permaneceu durante cinco semanas. Também chegou ao posto de 22ª colocada nas listas do Reino Unido, de 46ª colocada na Austrália, e a 2ª colocação na Letônia.
| Parada                                  | Peak posição |
| --------------------------------------- | ------------ |
| E.U.A. Billboard Hot 100                | 35           |
| E.U.A. Billboard Mainstream Rock Tracks | 1            |
| E.U.A. Billboard Top 40 Mainstream      | 29           |
| ARIA Charts                             | 46           |
| Austrian Singles Chart                  | 35           |
| Canadian Singles Chart                  | 2            |
| Finnish Singles Chart                   | 7            |
| Media Control Charts                    | 40           |
| Swedish Singles Chart                   | 23           |
| Swiss Singles Chart                     | 22           |
| UK Singles Chart                        | 22           |

## Prêmios
O single foi certificado com o disco de ouro pela RIAA por vender mais de 500.000 cópias nos E.U.A. Este foi o terceiro single de ouro da banda.
O vídeo clipe da canção rendeu à banda um a MTV Video Music Award for Best Rock Video - uma premiação que certifica o vídeoclipe da canção como o melhor do ano - em 1997.